# Halme longipilis
Halme longipilis är en skalbaggsart som beskrevs av Holzschuh 1993. Halme longipilis ingår i släktet Halme och familjen långhorningar. Inga underarter finns listade i Catalogue of Life.